# باول هاردكاسل
باول هاردكاسل (بالإنجليزية: Paul Hardcastle)‏ هو كاتب أغاني ومنتج أسطوانات وملحن بريطاني، ولد في 10 ديسمبر 1957 في لندن في المملكة المتحدة.

## وصلات خارجية
- الموقع الرسمي
- باول هاردكاسل على موقع IMDb (الإنجليزية)
- باول هاردكاسل على موقع ميوزك برينز (الإنجليزية)
- باول هاردكاسل على موقع إن إن دي بي (الإنجليزية)
- باول هاردكاسل على موقع أول ميوزيك (الإنجليزية)
- باول هاردكاسل على موقع ديسكوغز (الإنجليزية)